# خلافية (نبات)
الفصيلة الخلافية أو الخلافيات فصيلة نباتية من طائفة ثنائيات الفلقة تضم ثلاثة أجناس تضم ما مجموعه 45-50 نوعاً من أشهرها الزيزفون السوري (باللاتينية: Elaeagnus angustifolia).